# Buz (Albanien)
Buz (albanisch auch Buzi) ist ein Dorf in Südalbanien, das zur Bashkia Memaliaj gehört. Die im Jahr 2015 aufgelöste Komuna Buz hatte 737 Einwohner (Volkszählung 2011).

## Geographie
Buz befindet sich im Nordosten des ehemaligen Kreises Tepelena. Nachbardörfer sind Badër, Arrëz e Vogël, Gllava und Selcka. Zur Gemeinde gehörten zudem noch die Dörfer Bardhaj, Selcka e Vogël, Golemaj, Kalemaj, Shalës, Komar, Xhafaj und Kurtjez.
Das Dorf liegt abgeschieden in den Bergen zwischen Memaliaj und Berat auf rund 800 m ü. A. an der Straße von Berat nach Këlcyra. Die Siedlung zieht sich mit Weilern über ein Gebiet von rund fünf auf acht Kilometer. Der Großteil der Bevölkerung findet sein Auskommen in der Landwirtschaft.

## Geschichte

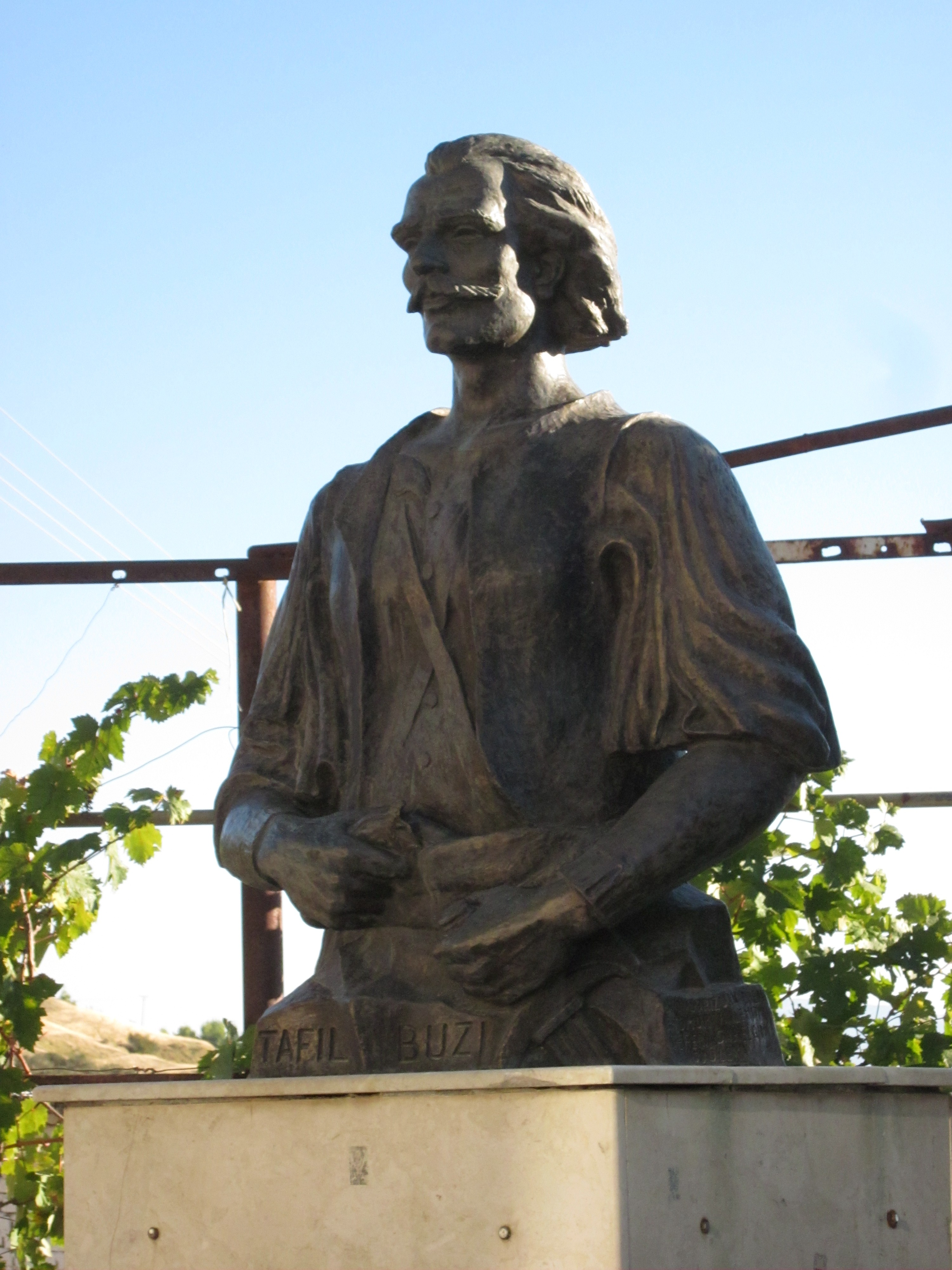
Statue Tafil Buzis in Buz

Im Zweiten Weltkrieg waren in der Region Widerstandskämpfer gegen die italienischen und deutschen Besatzer aktiv.
1958 wurden die Bauern in einer Landwirtschaftsgenossenschaft kollektiviert. Mitte der 1980er Jahre wurde die Einwohnerzahl der Gemeinde mit 2274 Personen angegeben.

## Religion
In Buz dominiert der Islam, was deutlich an den häufig islamischen Namen der Bewohner erkannt werden kann.

## Persönlichkeiten
- Tafil Buzi (gestorben 1866), Widerstandskämpfer gegen die Osmanen[3]